# San Miguel de Allende
San Miguel de Allende egy város Mexikó Guanajuato államának keleti részén. 2010-ben lakossága megközelítette a 70 000 főt. Műemlékekben gazdag óvárosát a közeli atotonilcói Názáreti Jézus-szentéllyel együtt az UNESCO 2008-ban a Világörökség részévé nyilvánította, és megtalálható a kiemelkedő turisztikai értékű településeket magába foglaló Pueblo Mágicók listáján is.

## Földrajz

### Fekvése
A város Mexikó középső, Guanajuato állam keleti részén fekszik körülbelül 1910 méteres tengerszint feletti magasságban, közel Querétaro állam határához. A település környezetében a Vulkáni-kereszthegység több csúcsa emelkedik, amelyek közül legmagasabbak a 2200 métert is meghaladó Cerro La Silleta, Cerro Prieto, Cerro La Piena és Cerro La Campana. A várostól nyugatra található Ignacio Allende-víztározó amellett, hogy a Lajas folyó vízszintjét szabályozza, a község vízellátásában is fontos szerepet játszik. Két kisebb jelentőségű víztározó is található még San Miguel de Allende mellett: a La Cantera tőle északra, míg a Bordo Grande tőle délre. A városból indul kelet felé a 111-es főút, míg észak–déli irányba áthalad rajta a Michoacánból Jaliscóba vezető 51-es főút.

### Éghajlat
A város éghajlata forró, nyáron és ősz elején viszonylag csapadékos. Minden hónapban mértek már legalább 32 °C-os hőséget, de a rekord nem érte el a 40 °C-ot. Az átlagos hőmérsékletek a januári 14,5 és a májusi 22,2 fok között váltakoznak, ősztől tavaszig fagyok is előfordulnak. Az évi átlagosan 566 mm csapadék időbeli eloszlása nagyon egyenetlen: a júniustól szeptemberig tartó 4 hónapos időszak alatt hull az éves mennyiség közel 75%-a.
| Hónap                                   | Jan. | Feb. | Már. | Ápr. | Máj. | Jún. | Júl. | Aug. | Szep. | Okt. | Nov. | Dec. | Év   |
| --------------------------------------- | ---- | ---- | ---- | ---- | ---- | ---- | ---- | ---- | ----- | ---- | ---- | ---- | ---- |
| Rekord max. hőmérséklet (°C)            | 34,5 | 35,5 | 38,0 | 39,0 | 39,6 | 39,0 | 36,8 | 36,0 | 37,0  | 37,0 | 34,5 | 32,5 | 39,6 |
| Átlagos max. hőmérséklet (°C)           | 23,0 | 25,2 | 28,5 | 30,2 | 30,7 | 29,1 | 27,2 | 27,2 | 26,3  | 25,5 | 24,5 | 23,1 | 26,7 |
| Átlaghőmérséklet (°C)                   | 14,5 | 16,2 | 19,3 | 21,3 | 22,2 | 21,7 | 20,5 | 20,5 | 19,9  | 18,3 | 16,4 | 14,6 | 18,8 |
| Átlagos min. hőmérséklet (°C)           | 6,0  | 7,3  | 10,0 | 12,4 | 13,8 | 14,4 | 13,9 | 13,7 | 13,5  | 11,1 | 8,3  | 6,2  | 10,9 |
| Rekord min. hőmérséklet (°C)            | −3,0 | −8,0 | −1,0 | 1,5  | 6,0  | 8,0  | 6,5  | 7,0  | 4,0   | −2,0 | −6,0 | −5,0 | −8,0 |
| Átl. csapadékmennyiség (mm)             | 14   | 7    | 6    | 19   | 42   | 100  | 129  | 94   | 94    | 42   | 12   | 6    | 566  |
| Forrás: Servicio Meteorológico Nacional |      |      |      |      |      |      |      |      |       |      |      |      |      |

## Népesség
A település népessége a közelmúltban folyamatosan növekedett:
| Év   | Lakosság |
| ---- | -------- |
| 1990 | 48 935   |
| 1995 | 52 966   |
| 2000 | 59 691   |
| 2005 | 62 034   |
| 2010 | 69 811   |

## Története
Alonso de la Rea ferences szerzetes 1639-ben íródott krónikája szerint a települést egy Juan de San Miguel nevű szerzetes alapította a 16. században, mintegy másfél kilométerrel a mai városközponttól nyugatra. Amikor a spanyolok Zacatecas környékén ezüstlelőhelyeket találtak, a Mexikóvárosból odavezető út mentén található településeknek, köztük San Miguelnek is, megnőtt a jelentőségük. Az 1550 körüli évektől kezdve azonban a csicsimék indiánok, akiket a gyarmatosítók korábban leigáztak, fellázadtak, és rátámadtak az úton közlekedő kereskedőkre. 1551-ben San Miguelt is megtámadták, és 15 lakót le is mészároltak. Ennek volt a következménye, hogy az első települést a túlélők elhagyták, és odébb, a mai központ helyén felépítették új településüket. A telepesek az itteni katonai erődnek köszönhetően már nagyobb biztonságban érezhették magukat.
A település fontos szerepet játszott a mexikói függetlenségi háború kitörésének napjaiban is. 1810. szeptember 13-án Ignacio Pérez a városba érkezett Josefa Ortiz de Domínguez üzenetével, amely szerint a függetlenségpárti querétarói összeesküvés lelepleződött. Erről értesülve Juan Aldama, a város szülötte, útnak indult Dolores városába, ahol a város másik híres szülöttével,
Ignacio Allendével és Miguel Hidalgóval megbeszélték, hogy a mozgalmat folytatni kell. Szeptember 16-án hangzott el Doloresben a háború kitörését jelentő doloresi kiáltás, és ugyanezen a napon a felkelő seregek San Miguelben (akkori nevén: San Miguel el Grande) ütöttek tábort, és itt csatlakozott hozzájuk Mariano Abasolo is. A város 1826-ban Ignacio Allende tiszteletére vette fel nevébe a de Allende utótagot.

## Turizmus, látnivalók
A településen számos régi, főként 18. századi műemlék található:
- Allende-ház: 18. századi barokk lakóház, itt született Ignacio Allende függetlenségi harcos. Ma múzeum működik benne. A szegmensíves bejárat íve fölötti háromszögszerű mezőben növényi motívumok láthatók. Kiemelkedő értéke egy faragott faajtó.
- Községi palota: Eredetileg 1736-ban épült, a gyarmati időszakban városházaként használták, majd megsemmisült. Jelenlegi formájában kétszintes.
- Ángela Peralta Színház: 1871-ben kezdték építeni Juan Mañón, a község és városlakók kezdeményezésére. A nyitókoncertet 1873-ban a színház névadójává választott Ángela Peralta szoprán énekesnő adta.
- Szent Mihály arkangyal-templom: A központi park déli oldalán található templom a 17. században épült, Miguel Hidalgo függetlenségi hős is tevékenykedett benne papként. Nagyszabású neogótikus tornya Ceferino Gutiérrez műve a porfiriátus időszakából. Átriumában látható José María de Jesús Díez de Sollano y Dávalos püspök szobra.
- Szent Rafael-templom: A Szent Mihály-templom átriumának oldalánál áll, 1742-ben alapította Luis Felipe Neri de Alfaro. Bejárati építménye két fő testből áll: az elsőt félkörívek és növényi díszítésű oszlopok jellemzik, a másodikat egy vörös kőből készült részből nyíló szamárhátíves ablak. Harangtornya a mór stílus utánzata.
- Templo de la Concepción vagy Las Monjas: 1775-től kezdve épült María Josefina Lina de la Canal y Hervás kezdeményezésére, de csak 1842-ben fejezték be. Kupolája 1891-ben épült.
- Oratorio de San Felipe Neri: Juan Antonio Pérez Espinosa 1712-ben épült alkotása. Leglátványosabb része a vörös kőből készült, barokk stílusú, növényi díszítésekben gazdag homlokzat.
- San Juan de Dios-templom és Szent Rafael-kórház: 1770-ben épült, Juan Manuel de Villegas atyának tulajdonítják.
- Nuestra Señora de la Salud-templom: A 18. században építtette Luis Felipe Neri de Alfaro. Bejárati része csurrigereszk stílusú.